# Cryptamorpha optata
Cryptamorpha optata es una especie de coleóptero de la familia Silvanidae.

## Distribución geográfica
Habita en Tasmania (Australia).